# Челпанов Георгій Іванович
Гео́ргій Іва́нович Челпа́нов (28 квітня 1862, Маріуполь — 13 лютого 1936) — український психолог, філософ і логік. З 1907 року працював у Москві.

## Життєпис
Вихованець історико-філологічного факультету Новоросійського університету в Одесі.
Професор філософії і психології Київського університету (1892–1907), де вів психологічний семінар, заснував першу психологічну лабораторію (1897). Згодом професор Московського університету (1907–1923). Заснував у Москві перший у Росії Інститут психології, який очолював з 1912 по 1923 рік.
Лауреат Макаріївської премії.
Челпанов — автор підручників з логіки та психології для середніх навчальних закладів, наукових праць, присвячених експериментальній психології, проблемі сприймання простору у зв'язку з вченням про апріорність і вродженість тощо.
Донька Наталія Парен — французька художниця.